# Bieriezań
"Bieriezań" (ros. "Березань") – niemiecki, rosyjski, a następnie radziecki statek Floty Czarnomorskiej
W 1870 r. brytyjska stocznia "Caird & Со" w Greenock na zamówienie niemieckiej kompanii morskiej zbudowała towarowo-pasażerski statek parowy (parochod) "Medusa". Według części źródeł nosił nazwę "Thuringia". Mógł on przewozić 102 pasażerów w kajutach 1 klasy, 136 w kajutach 2 klasy i 620 w kajutach 3 klasy. 27 października 1870 r. wyszedł w pierwszy rejs. W 1878 r. otrzymał nową maszynę parową o mocy 2300 KM. W czerwcu 1878 r. został on kupiony przez rosyjskie Towarzystwo Floty Ochotniczej. Wszedł w skład rosyjskiej marynarki wojennej jako krążownik 1 rangi "Pietierburg" Floty Bałtyckiej. Zainstalowano na nim 8 dział 150 mm i 6 dział mniejszego kalibru. Załogę tworzyło 24 oficerów i 288 marynarzy. Portem macierzystym był Kronsztad. W lipcu 1878 r. statek wizytował car Aleksander II. Jednakże już pod koniec lipca tego roku spisano go ze stanu floty wojennej, po czym zaczął pływać jako statek handlowy na Morzu Czarnym. Przewoził żołnierzy rosyjskich z Bułgarii do Rosji w związku z zakończeniem wojny rosyjsko-tureckiej. Zimą 1897/1880 statek przeszedł w Marsylii kapitalny remont, w wyniku którego zainstalowano nowe kotły parowe i zmodernizowano maszynę parową, zwiększając jej moc do 2500 KM. Zbudowano nowe kajuty dla 49 pasażerów i 63 członków załogi. Ilość dział 150 mm zmniejszono do 4. Od końca 1880 r. statek pływał w składzie oddziału statków Oceanu Spokojnego. W poł. 1885 r. na "Pietierburgu" ograniczono uzbrojenie na 2 działa 150 mm i 4 działa mniejszego kalibru. Zimą 1887/1888 r. ponownie zmieniono kotły parowe. W marcu 1893 r. władze marynarki wojennej zakupiły parochod "Pietiesburg", przeznaczając go do celów szkoleniowych dla Floty Czarnomorskiej. Nazwa została zmieniona na "Bieriezań". Załoga liczyła 11 oficerów i 160 marynarzy. Na statku zmieniono uzbrojenie (8 dział 75 mm, 2 działka 37 mm i 4 karabiny maszynowe). Pojawiły się 2 burtowe wyrzutnie torpedowe 381 mm i wyrzutnia min morskich. Po przebudowie statek pod koniec kwietnia 1894 r. wszedł do służby bojowej. W 1901 r. został on całkowicie zelektryfikowany. Od pocz. grudnia 1904 r. do pocz. lutego 1908 r. statek przechodził kapitalny remont. Moc maszyn parowych wzrosła do 3200 KM, zaś prędkość do prawie 14 węzłów.  Po jego ukończeniu został przeniesiony do oddziału rezerwy Floty Czarnomorskiej. Od 1911 r. wchodził w skład oddziału szkoleniowego (szkolili się na nim oficerowie minowi). Na pocz. 1914 r. statek włączono do dywizjonu łodzi podwodnych w charakterze bazy pływającej dla ich załóg. Po wybuchu I wojny światowej na statku zainstalowano w lipcu tego roku 6 dział 75 mm, 2 działka 47 mm i 4 karabiny maszynowe. Odtąd pełnił on rolę transportowca min morskich. Przepłynął do Batumi, kładąc pole minowe przed twierdzą michajłowską. Na pocz. grudnia 1914 r. statek ogniem z dział powstrzymał atak oddziału tureckich pograniczników. W czerwcu 1915 r. powrócił do Sewastopolu, gdzie wszedł w skład brygady łodzi podwodnych. Zdjęto z niego wszelkie uzbrojenie, w rezultacie czego pełnił rolę hulka. W maju 1918 r. przejęli go Niemcy, zaś w listopadzie tego roku alianccy interwenci. Pod koniec kwietnia 1919 r. brytyjska załoga, z powodu zbliżania się wojsk bolszewickich, wysadziła cylindry maszyny parowej statku. Po ewakuacji z Krymu wojsk Białych w poł. listopada 1920 r., statek obsadzili bolszewicy, włączając go do oddziału Sił Morskich Morza Czarnego jako bazę pływającą dywizjonu kutrów strażniczych. W grudniu 1921 r. statek otrzymał nową nazwę "P.B.-17", po czym wszedł w skład dywizjonu okrętów podwodnych. W październiku 1929 r. statek przeniesiono do rezerwy, zaś pod koniec lipca 1931 r. oddano na złom. Według części źródeł nastąpiło to dopiero w 1941 r.